# 맥라렌 스피드테일
맥라렌 스피드테일(영어: McLaren Speedtail)은 맥라렌 오토모티브에서 2020년부터 생산 중인 스포츠카이다.

## 사양
스피드테일은 720S의 수정된 M840T와 하이브리드 파워트레인으로 구동되어 1,036 마력 (773kW, 1,050PS)을 탑재하였다.

## 기술
차량 내부에는 무선충전 패드가 포함되어 있지만 운전 중에도 충전이 가능하며 사용하지 않을 때는 세류 충전이 가능하다.

## 성능
스피드테일의 최고 속도는 403.0 km/h (250.4 mph)이다.(차량의 전자 시스템이 속도를 제한하여 403km/h 이지만 제한을 풀면 430km/h 이상까지 나간다고 한다.)

## 갤러리

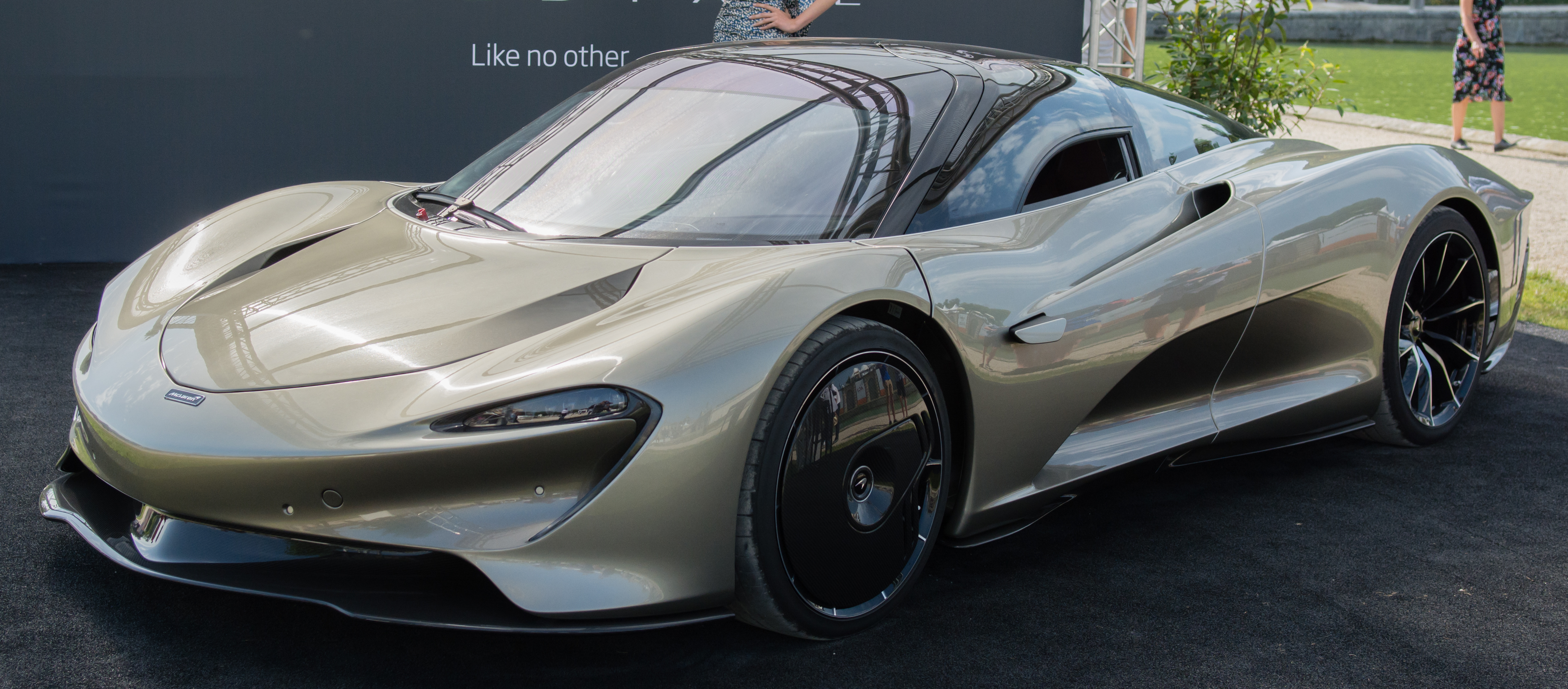
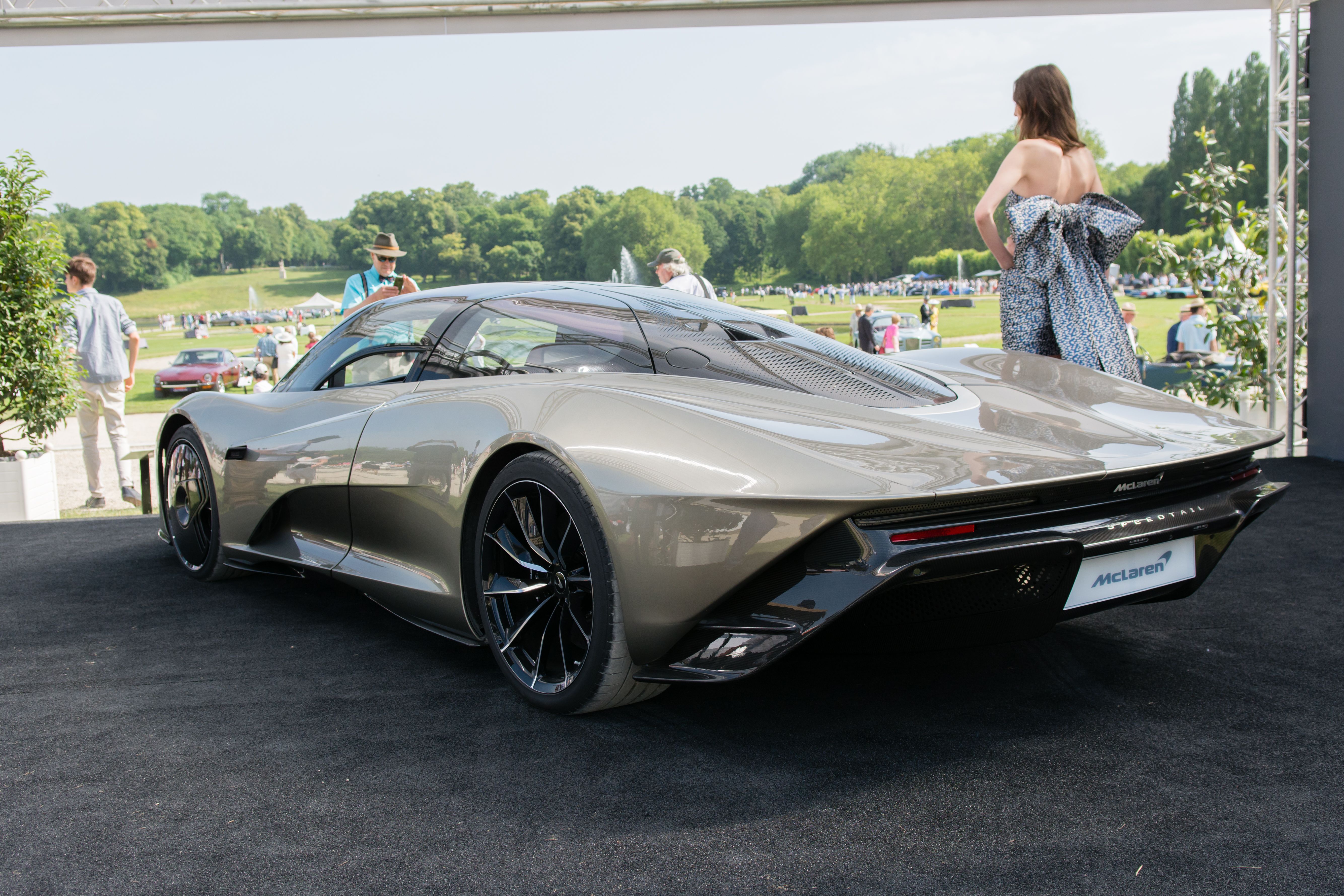
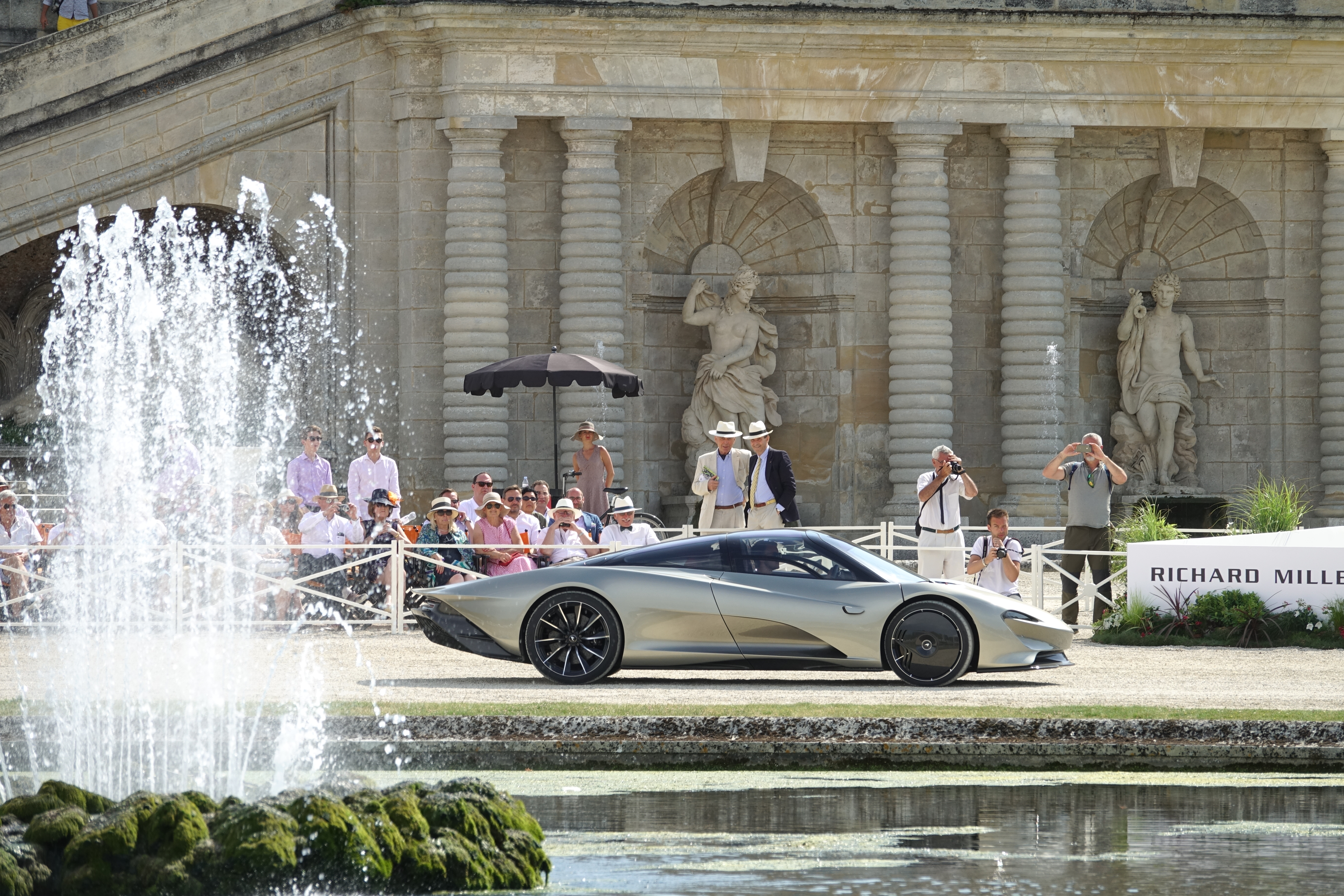

## 비디오 게임에서의 등장
- 아스팔트 8: 에어본
- 아스팔트 9: 레전드
- 포르자 호라이즌 4

## 경쟁 차종
리막 오토모빌리
- 리막 네베라

부가티
- 부가티 디보
- 부가티 라 부아튀르 누아르
- 부가티 볼리드
- 부가티 센토디에치
- 부가티 시론

젠보 오토모티브
- 젠보 TS1 GT